# 川原伸司
川原 伸司（かわはら しんじ1950年10月11日 - ）は、日本の音楽プロデューサー、作曲家。
代表作は松田聖子「瑠璃色の地球」（平井夏美名義）、井上陽水「少年時代」（同。井上と共作。）。

## 人物・経歴
ビクターレコードを経て、ソニー・ミュージックエンタテインメントのチーフプロデューサーに就き様々なアーティストを手がける。
「平井夏美」名義以外に、ビートルズ「エリナー・リグビー」の歌詞に使われる「Father Mckenzie」をもじった「羽佐間健二」やポール・マッカートニーとブライアン・ウィルソンを合わせた「Paul Wilson」名義でも活動している。
1974年にビクターに入社、当初は邦楽宣伝部に在籍し、マイ・ペースの「東京」をヒットさせる。1981年に制作部に異動し、松本伊代のプロジェクトに参加し、3rdシングル「TVの国からキラキラ」のディレクターを担当する。
1981年に松田聖子「風立ちぬ」のB面曲「Romance」で作曲家として正式デビュー。大瀧詠一の推薦で作曲を担当したが、当時はまだビクターの社員であったため、所属レコード会社の異なる松田聖子への提供にあたり「平井夏美」の変名を使用している。最初に作曲したのは1978年にディレクターとして担当した杉真理の2ndアルバム『SWINGY』収録の「雨の日のバースデー」（杉と共作）。ビクターの規約でディレクターの作曲が禁じられていた。同様にTHE GOOD-BYE作品も公表はされていないが「Paul Wilson」名義でメンバーと共作であった。
作曲家としてビクターに出入りしていた大瀧詠一や松田聖子のプロデューサーであった若松宗雄の縁もあり、1986年にCBS・ソニーに移籍。さらに1989年にビクターに戻り、1994年にはソニーに再入社している。その後独立しフリーとなる。
1989年に放送開始したTBS系『筑紫哲也 NEWS23』のジングル制作を担当した井上陽水が、コーラスアレンジを大瀧詠一に依頼した際にヘルプとして参加したことで縁が生まれ、翌1990年に井上と「少年時代」を共作する。
大瀧詠一と井上陽水、松田聖子と中森明菜というライバル関係にあった歌手双方の制作に関わった珍しい経歴を持つ。

## 手がけたアーティスト
- 松本伊代[3]
- 森進一『冬のリヴィエラ』[3]
- 井上陽水[2]
- 金沢明子『イエロー・サブマリン音頭』[4]
- THE GOOD-BYE[2]
- 杉真理[2]
- TOKIO[2]
- 中森明菜『歌姫』シリーズ[2]
- J-FRIENDS
- ヘイリー・ウェステンラ『純～21歳の出会い』[3]

## 作曲家として手がけた曲
- 松本伊代「太陽がいっぱい」（羽佐間健二名義）
- 井上陽水「少年時代」（井上と共同で作曲）
- クミコ「最後の抱擁」
- 田村英里子「リトル・ダーリン」
- 岩崎宏美「WAITING」
- 松田聖子「Romance」「瑠璃色の地球」
- 水谷麻里「春休み」
- 石川さゆり「もういいかい」作詞家吉岡治の遺作に曲をつけてNHK『みんなのうた』で発表。
- 中森明菜「忘れて･･･」（羽佐間健二名義）「二人静 -「天河伝説殺人事件」より」カップリング。
- 沢田研二「Don't be afraid to LOVE」
- ダイアモンド✡ユカイ『ムクロジの木』NHK みんなのうた 2014年6月〜7月放送曲[5]

## 映画
- さくらももこワールド ちびまる子ちゃん わたしの好きな歌（1992年）※千住明と共同
- わが心の銀河鉄道 宮沢賢治物語（1996年）※音楽プロデューサー
- 千里眼（2000年）※音楽プロデューサー

## 著作
- ジョージ・マーティンになりたくて 〜プロデューサー川原伸司、素顔の仕事録〜（2022年7月14日、シンコーミュージック）ISBN : 978-4401652181[6]